# Rissájávrre
Rissájávrre, vars tidigare namn var Kåbtåjaure, är en sjö i Jokkmokks kommun i Lappland och ingår i Luleälvens huvudavrinningsområde. Sjön har en area på 2,2 kvadratkilometer och ligger 905 meter över havet. Rissájávrre ligger i Padjelanta Natura 2000-område. Omkring 6 kilometer söder om sjön går Padjelantaleden med Tuottarstugorna. Norr om Rissájávrre går ett renstängsel som kan användas som ledstång vid vandring åt sydöst och nordväst.
Sveriges otillgänglighetspol, alltså den plats det är svårast att ta sig till, ligger vid den sydöstra viken av sjön. Där är det ca 47 km till det allmänna vägnätet.
Otillgänglighetspol till trots blev en man dräpt då han fiskade på sjöns is i april 2004.

## Delavrinningsområde
Rissájávrre ingår i det delavrinningsområde (746870-155501) som SMHI kallar för Utloppet av Alep Rissajaure. Medelhöjden är 926 meter över havet och ytan är 6,57 kvadratkilometer. Räknas de 2 avrinningsområdena uppströms in blir den ackumulerade arean 12,65 kvadratkilometer. Rissájåhkå som avvattnar avrinningsområdet har biflödesordning 5, vilket innebär att vattnet flödar genom totalt 5 vattendrag (Alep Sarvesjåhkå, Miellädno, Vuojatädno, Stora Luleälv, Luleälven) innan det når havet efter 461 kilometer. Avrinningsområdet består mestadels av kalfjäll (67 procent). Avrinningsområdet har 2,2 kvadratkilometer vattenytor vilket ger det en sjöprocent på 33,4 procent.

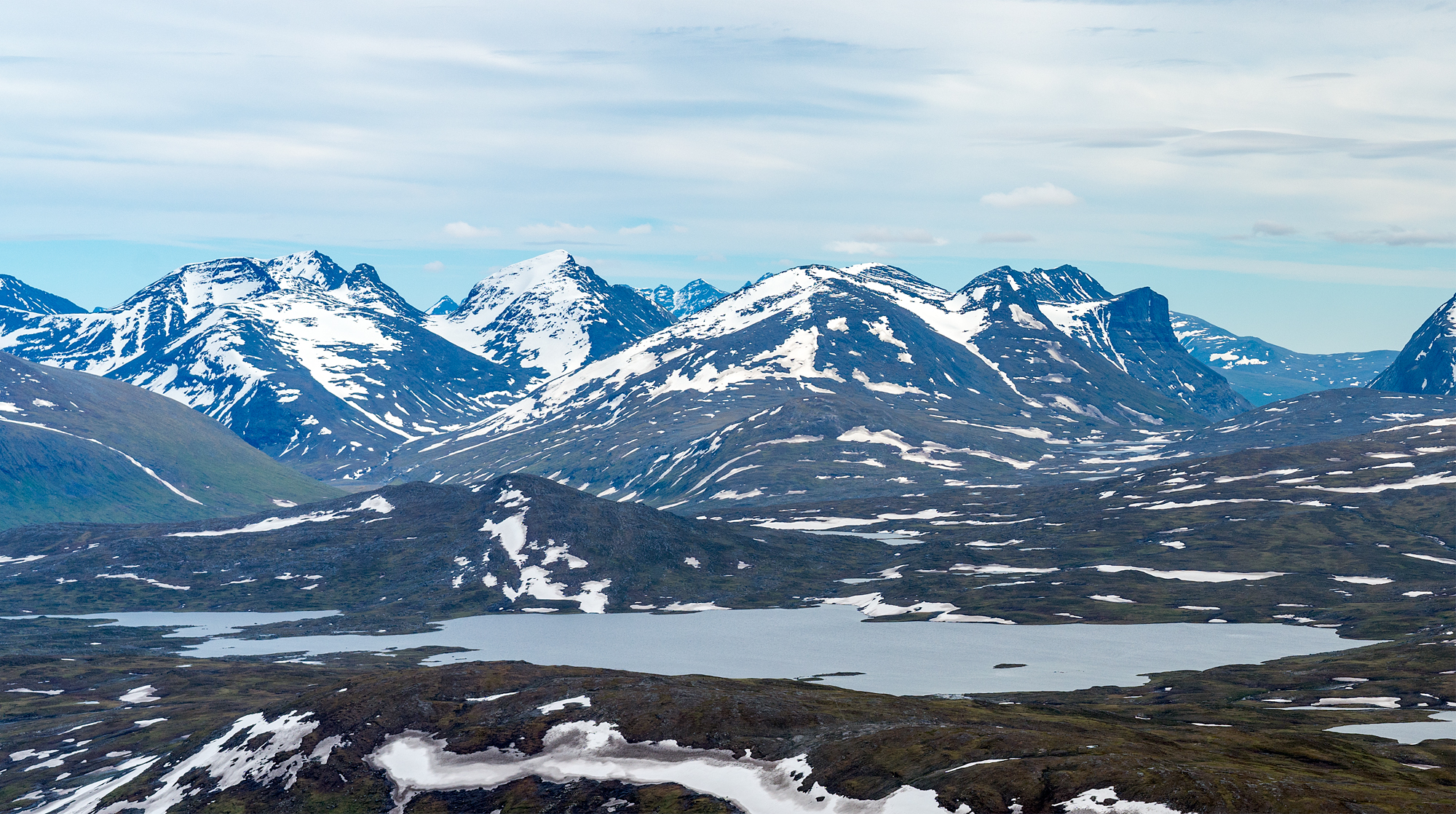
Vy mot Rissájávrre från 1430 på Álátjåhkkå med Sarek i bakgrunden.
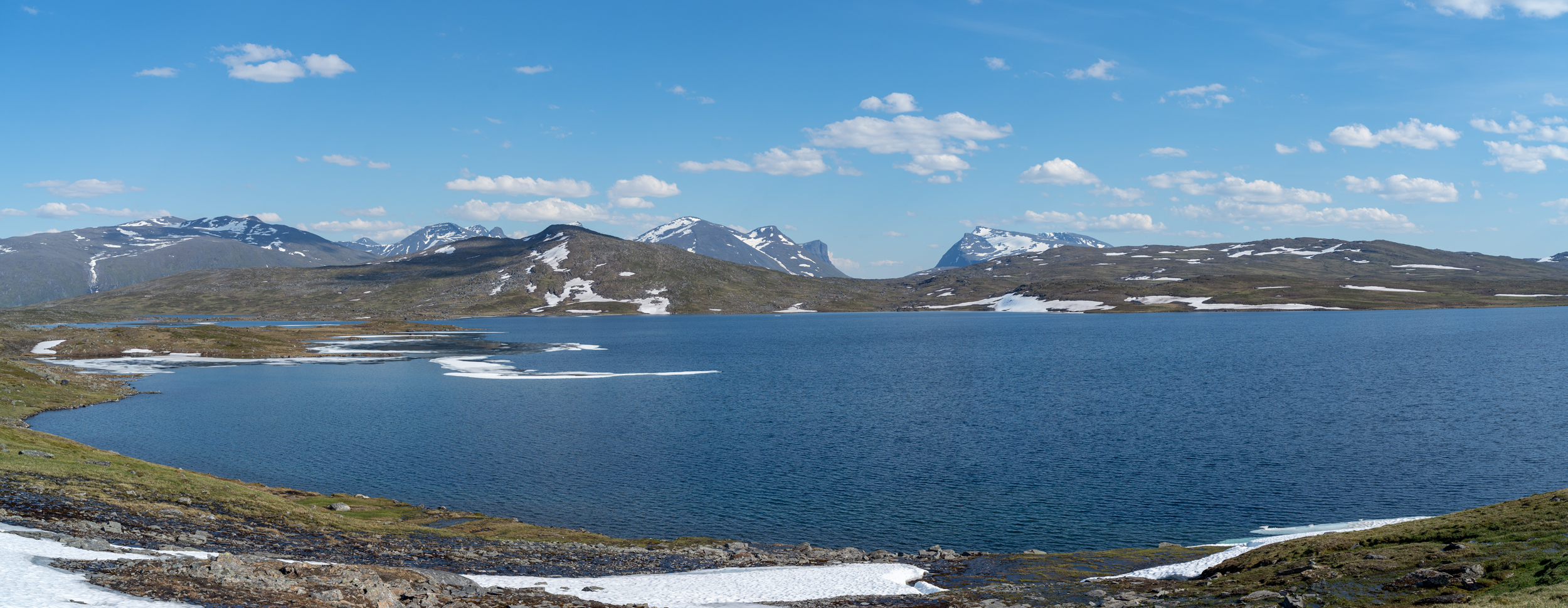
Östra delen av Rissájávrre - vy mot SO.
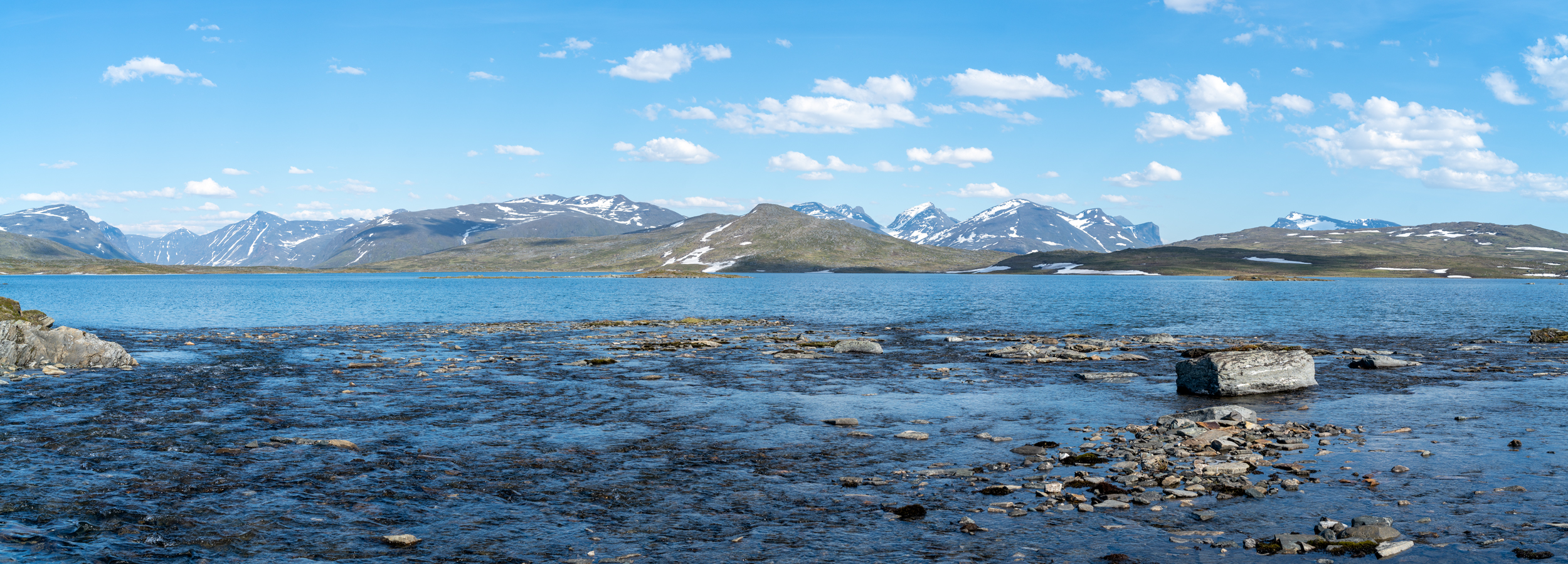
Jokken från Liemakjávrre mynnar i Rissájávrre.
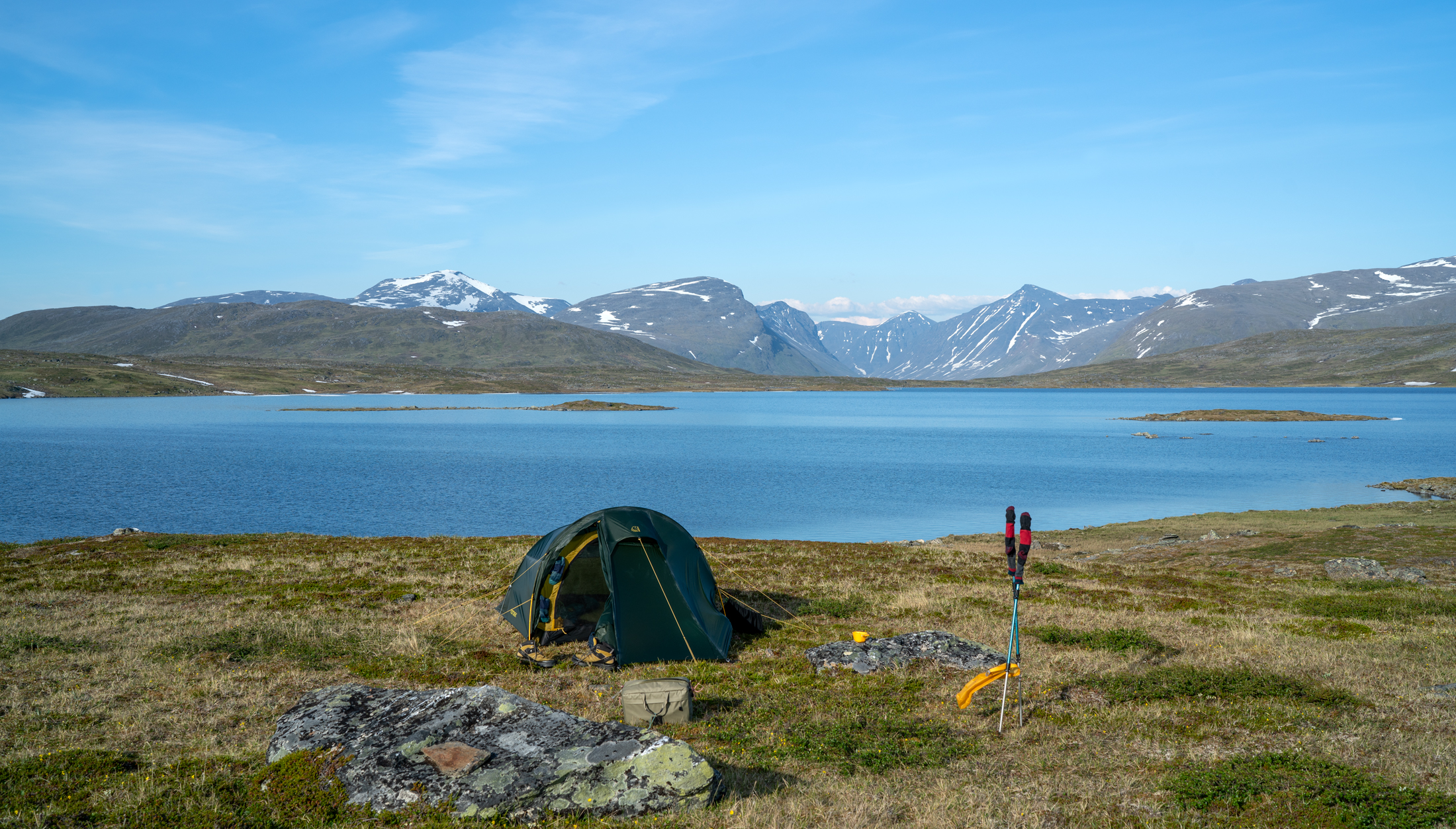
Rissájávrre - vy mot NO.
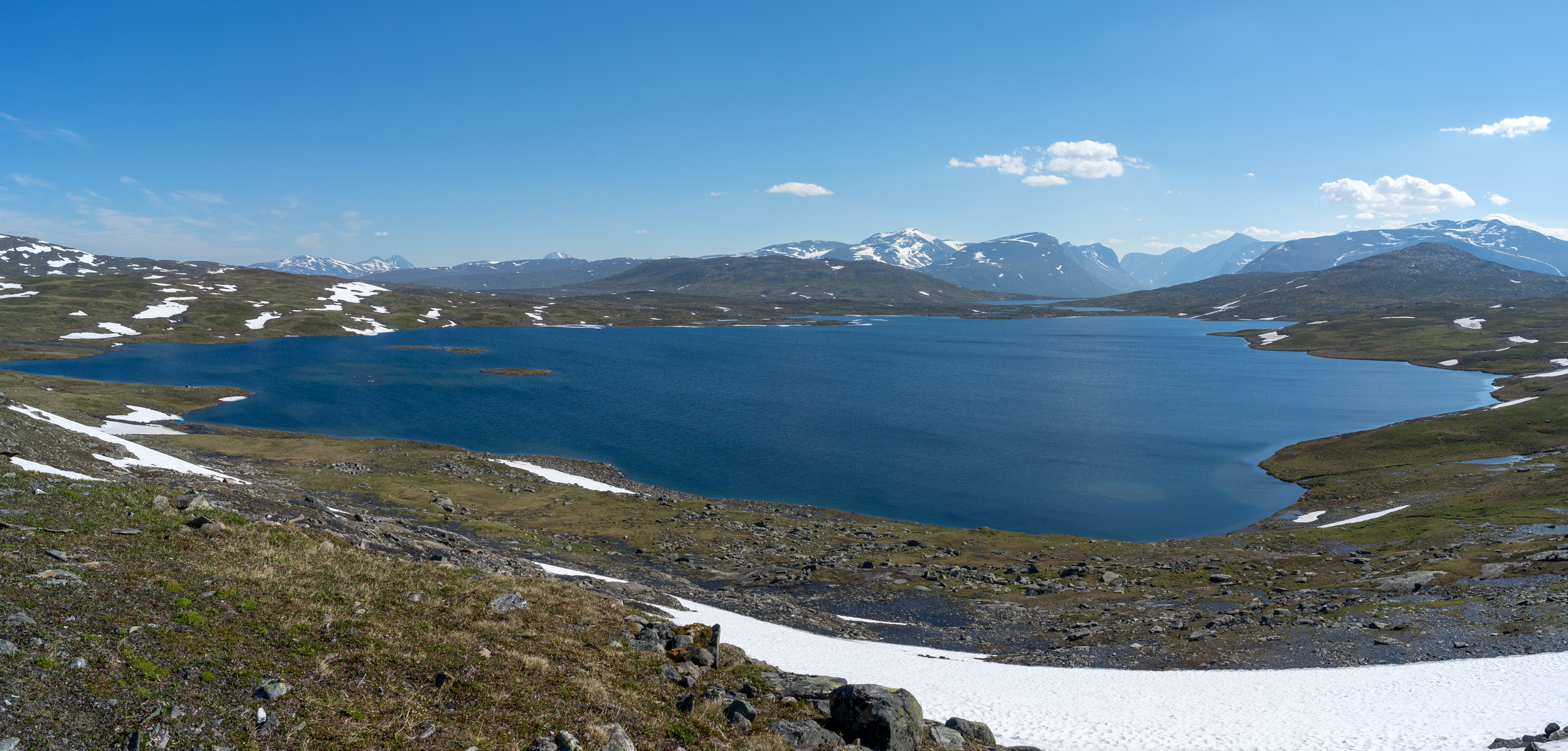
Rissájávrre - vy mot NO från östra sidan av Liemakvárre.